# Medien in Hamburg
Hamburg ist ein führender Medienstandort in Deutschland. Auf dem Gebiet der Freien und Hansestadt ist eine vielfältige Medienlandschaft mit einem Gesamtumsatz von 25 Mrd. Euro angesiedelt, in der rund 70.000 Beschäftigte in 14.063 Unternehmen aus den Bereichen Werbung (51 % der Unternehmen), Verlag (16 %), Musik (9 %), Filmwirtschaft (8 %), Druck (4 %), Rundfunk (1 %) und in der Kulturwirtschaft (11 %) tätig sind. Hinzu kommen rund 2000 Multimediaunternehmen. Hamburg ist zudem ein wichtiger Standort für die Medienausbildung mit diversen Journalistenschulen und Ausbildungsmöglichkeiten im Bereich Medien.
Die Medienmetropole Hamburg nimmt besonders bei den Printmedien in Deutschland eine führende Position ein. Fast 50 % der Marktanteile der deutschen Publikumspresse werden von Hamburger Großverlagen gehalten. Hamburg gilt als „Kreativ-Hauptstadt“ und belegt mit seinen Werbeagenturen in nationalen wie internationalen Wettbewerben stets Spitzenplätze. Auch in der Musikwirtschaft strebt Hamburg eine führende Rolle an.

## Presse und Verlage
Hamburg ist ein bedeutender Verlagsstandort mit 2.220 Unternehmen. Insbesondere im Bereich der Printmedien sind einige der größten Verlagshäuser in der Hansestadt vertreten oder haben ihren Ursprung dort. Die herausgegebenen Zeitschriften und Zeitungen zählen im jeweiligen Segment teils zu den auflagenstärksten und einflussreichen Erzeugnissen der deutschen Presse. Daher nimmt der Standort Hamburg in diesem Bereich eine führende Position ein, wenngleich die Hauptstadt Berlin nach der Wiedervereinigung wieder eine stärkere Rolle als Medienstandort eingenommen hat.
In der Zeit vor dem Zweiten Weltkrieg galt Berlin auch als deutsche Pressehauptstadt. Aufgrund der geschichtlichen Entwicklung mit der Teilung der Stadt, entwickelte sich Hamburg mit einer Reihe von neu gegründeten Zeitungen und Zeitschriften und im Verbund mit den entstandenen Nachrichtenagenturen, Fernseh- und Rundfunkanstalten, den ansässigen Werbeagenturen und den dort Beschäftigten zum neuen Zentrum für die Presse. Jedoch auch in vorigen Jahrhunderten nahm Hamburg zeitweilig eine führende Rolle ein. Die international handelnden Kaufleute hatten schon im 18. Jahrhundert vielfältige Kontakte und waren auf zuverlässige Nachrichten aus den Ländern ihrer Handelspartner angewiesen. Es entstanden früh regelmäßig erscheinende Nachrichtenblätter. Die Liberalität der Stadt gewährte politisches oder religiöses Exil.
Die Journalistenverbände Freelens und Deutscher Presse Verband haben ihren Sitz in Hamburg.

### Bücher und Comics
Der 1781 gegründete Hoffmann und Campe Verlag ist ein traditionsreicher Buchverlag in Hamburg (verlegte Heinrich Heine) und Teil der Ganske-Verlagsgruppe.
Der 1908 in Leipzig gegründete Rowohlt Verlag hatte von 1946 bis 1960 seinen Sitz in Hamburg und zog dann in die Nachbargemeinde Reinbek in Schleswig-Holstein um. Seit März 2019 ist er erneut in Hamburg beheimatet und hat seinen Sitz im Bieberhaus.
Der Hamburger Carlsen Verlag ist ein Tochterunternehmen des gleichnamigen dänischen Verlagshauses, das zu dem schwedischen Medienunternehmen Bonnier gehört. Gegründet wurde die deutsche Niederlassung am 25. April 1953 in Hamburg. Das Verlagsprogramm hat den Schwerpunkt Kinderbücher (deutscher Verleger von Harry Potter) und Comics.
Weitere Verlage in Hamburg sind:
- Artikel 19 Verlag: Buch „Die satanischen Verse“
- Assoziation A: Sachbücher zu politischen Themen
- Atrium Verlag: Erwachsenenliteratur
- Bruderdienst Missionsverlag: Christliche Publikationen
- Buntbuch-Verlag: Politische Literatur
- Cecilie Dressler Verlag: Kinder- und Jugendbuchvertrag
- Charon-Verlag: Fachverlag für Literatur und Zeitschriften aus dem Bereich BDSM
- Claassen-Verlag: Bestseller „Vom Winde verweht“ und „Moby Dick“ (1934–2004, jetzt zu Ullstein Verlag Berlin)
- Cora Verlag: Einer der größten deutschen Verlage für Liebesromane
- CulturBooks: Hamburgs erster literarischer E-Book-Verlag
- Diplomica Verlag: Fachbücher und wissenschaftliche Texte
- Dölling und Galitz Verlag: Sachbücher
- Ellert & Richter Verlag: Bereiche Zeitgeschichte, Reisebuch und Reisebildbände, Ratgeber, Krimi, Belletristik und Hamburgensien
- E. S. Mittler & Sohn: Militärgeschichtliche Literatur, sicherheitspolitische Veröffentlichungen und zeitgeschichtliche Werke
- Europäische Verlagsanstalt: Verlagsteile: eva (Philosophie, politisches und zeitgeschichtliches Sachbuch), PHILO & (Judaica) und die Hanse (Hamburgensia mit der Reihe der Hansekrimis)
- Felix Meiner Verlag: Wissenschaftlicher Verlag mit dem Fachgebiet Philosophie
- GNN-Verlag: Zeitgeschichte, Biographien, Belletristik und Lyrik
- Goldfinch Verlag: Reiseführer zu Städten und Regionen in Großbritannien (Imprint des Dryas Verlag)
- Hebsacker Verlag: Fachgebiet Spiele mit dem Schwerpunkt auf dem ostasiatischen Go (Spiel)
- Helmut Buske Verlag: Sprachwissenschaft
- Himmelstürmer Verlag: Schwule Literatur
- Igel Verlag: Fachverlag mit den Bereichen Recht, Wirtschaft und Steuern sowie Literatur- und Gesellschaftswissenschaft (Imprint des Diplomica Verlages)
- in cultura: seit 1992, Journale und Bücher zu Kultur, Kunst und Geschichte
- Junius Verlag: Personenbände und Themenbände von der Analytischen Philosophie bis zur Wissenschaftstheorie
- Kelter Verlag: Heftromane und Rätselhefte
- Koehlers Verlagsgesellschaft: Schifffahrtsliteratur
- Laika-Verlag: Politische Literatur
- Luchterhand Literaturverlag: Zeitgenössische Literatur (1991–1994, jetzt München)
- Lutherisches Verlagshaus: Kirchlicher Verlag (jetzt Hannover)
- mairisch Verlag: Independent-Verlag, Literatur, Sachbuch, Kinderbuch, Essays, Hörspiel/Hörbuch, Musik und Graphic Novel
- MännerschwarmSkript: Schwule Literatur
- Maximilian Verlag: Fachzeitschriften und Fachbücher der Deutschen Verwaltungspraxis
- Merlin Verlag: Buchpublikationen und Bühnenstücke (bis in die 80er Jahre in Hamburg)
- Murmann Verlag: Sachbücher zu Wirtschaft, Gesellschaft, Innovation und Karriere
- Rasch und Röhring: Buchverlag (1983–1999 Konkurs)
- Terzio Verlag: Kinderbuchverlag (Imprint des Carlsen Verlages)
- Tessloff Verlag: Kinder- und Jugendbuchverlag (seit 1989 Nürnberg)
- Textem Verlag: Prosastücke, Erzählungen und Romane von deutschsprachigen Autoren, Wiederauflage historischer Texte
- Traveldiary Verlag: Reiseliteratur, Stadt- und Reiseführer
- Verlag am Galgenberg: Belletristik (1985–1993 Konkurs)
- Verlag Deutsche Polizeiliteratur: 1951 in Hamburg gegründet (jetzt Hilden)
- Verlag Dr. Kovač: Akademische Fachliteratur
- Verlag Handwerk und Technik: Spezialverlag für den berufsbildenden Bereich
- Verlag Schnelle: Kybernetik, Architektur und Organisationsentwicklung (Quickborn bei Hamburg)
- Verlagsgruppe Oetinger: Kinder- und Jugendbuchverlag
- VSA-Verlag: Publikationen zu aktueller Politik, Theorie und Analyse, Gewerkschaften, Gesundheit, Geschichte und der Stadt Hamburg
- Whale Songs: Bühnen- und Musikverlag
- Wichern-Verlag: Protestantisch geprägter Verlag (jetzt Berlin)
- Xenos Verlagsgesellschaft: Kinder- und Jugendbuchverlag
- Zaubermond-Verlag: Kleinverlag auf dem Gebiet der fantastischen Literatur

Ein Standort in Hamburg unterhalten u. a. die Buchverlage Govi-Verlag, Lit Verlag, Sutton Verlag und Verlagsgruppe Hüthig Jehle Rehm.

### Zeitungen und Zeitschriften
In Hamburg sind mehrere große Verlagshäuser für Zeitungen und Zeitschriften beheimatet, die die Stadt zum wichtigsten deutschen Sitz für Printmedien machen.
So erscheint hier im Spiegel-Verlag die verkaufsstärkste deutsche Wochenzeitschrift Der Spiegel. 1947 von Rudolf Augstein gegründet, hat Der Spiegel seinen Sitz seit 1952 in der Hansestadt, wie auch das dort erscheinende Manager Magazin (sowie Der Spiegel (online) und Spiegel TV). Auch die überregionale deutsche Wochenzeitung Die Zeit (und deren Online-Ausgabe), mit ihren bedeutenden Redakteuren und Herausgebern, hat ihren Sitz seit der Gründung 1946 in Hamburg.
Ebenso die überregionale Tageszeitung Financial Times Deutschland (FTD) bis zu ihrer Einstellung im Jahr 2012.
Europas größtes Druck- und Verlagshaus Gruner + Jahr hat seinen Sitz direkt an der Elbe. Zu dem 1965 von John Jahr sr., Gerd Bucerius und Richard Gruner in Hamburg gegründetem Verlag gehören rund 500 Print- und Onlinemedien weltweit. Zu den in Deutschland bekannten Publikationen gehören beispielsweise der Stern, Brigitte, Geo, Capital, Schöner wohnen und viele weitere. Eine große Reichweite erfährt auch das bei einer Tochtergesellschaft verlegte Kundenmagazin mobil der Deutschen Bahn. Der 1971 von Alexander Jahr gegründete und heute Alexandra Jahr gehörende Jahr Top Special Verlag produziert über 20 Special-Interest-Zeitschriften.
Zu den großen Verlagshäusern gehört auch die Bauer Media Group. Die frühere Bauer Verlagsgruppe bzw. der Heinrich Bauer Verlag wird heute von Yvonne Bauer, einer Nachfahrin des Verlagsgründers des 1875 in Hamburg gegründeten Verlages, geführt. Die Gruppe publiziert über 400 Zeitschriften. Knapp 50 Zeitschriften erscheinen davon in Deutschland. Die Bauer Media Group ist Marktführer bei Programmzeitschriften (wie TV Hören und Sehen) und den wöchentlich erscheinenden Frauen- und Jugendzeitschriften (darunter die Bravo).
Die Funke Mediengruppe ist in Hamburg mit dem Hamburger Abendblatt, den Programmzeitschriften Hörzu und TV Digital und den Frauzeitschriften Bild der Frau und Frau von Heute vertreten. Die Übernahme ehemaliger Springer-Titel wurde 2014 vom Kartellamt genehmigt. Mit dem Eigentümerwechsel kehrt auch der Film- und Fernsehpreis, die Goldene Kamera von Hörzu nach Hamburg zurück.
Der Axel Springer Verlag ist mit einem Verlagshaus in Hamburg vertreten. Er wurde 1946 in Hamburg gegründet, ebenso wie seine bekannten Tageszeitungen Die Welt und die 1952 gegründete Bild-Zeitung. Nach der Verlegung des Hauptsitzes sind in Hamburg noch die Redaktionen für Lokalteile und einige Publikationen von Axel Springer, wie z. B. Auto Bild und Computer Bild, ansässig.
Auch Hubert Burda Media ist mit einem Standort in Hamburg vertreten. 2005 übernahm sie die Verlagsgruppe Milchstrasse. In Hamburg werden die Zeitschriften Cinema, Fit for Fun, TV Spielfilm und TV Today produziert.
Die Mediengruppe Klambt ist mit den Redaktionen der Zeitschriften Lea, In, OK!, Grazia, Jolie, Für Sie, Petra und Vital in Hamburg ansässig.
Der Hamburger Jahreszeiten Verlag gibt unter anderem die Zeitschriften A&W Architektur & Wohnen, Der Feinschmecker und Merian heraus.
Neben den bekannten Verlagskonzernen bieten eine Reihe kleinerer Verlage aus Hamburg ein breites Spektrum an Fachzeitungen und Zeitschriften für unterschiedliche Zielgruppen an. So befindet sich an der Brandstwiete die Redaktion und Verlag von brand eins (mit Online-Angebot und Buchverlag), einer 1999 gegründeten Wirtschaftszeitschrift. Mehrere wissenschaftliche Publikationen zu außereuropäischen Regionen werden vom GIGA und der GIGA Journal Family herausgegeben. Das werbefreie Greenpeace Magazin widmet sich Umweltaspekten und in der Speicherstadt hat der mareverlag seinen Sitz. Er gibt seit 1997 die vielfach ausgezeichnete Reise- und Kulturzeitschrift mare heraus und veröffentlicht seit 2001 Bücher zum Thema Meer. Er erweitert damit das Angebot an Publikationen, die sich mit den Themen Schifffahrt (wie Schiff & Hafen) und Wassersport (Palstek, Yacht-Redaktion) beschäftigen.
Die Redaktionen der Zeitschriften Men’s Health, Women’s Health und Runner’s World befinden sich im alten Kraftwerk Leverkusenstraße in Hamburg-Bahrenfeld und die Redaktion der Coupé ist im Stadtteil Harburg ansässig.
In Hamburg wird außerdem seit 1993 der Zeitschriftenpreis „LeadAward“ verliehen.

### Lokale Zeitungen und Zeitschriften
Im Hamburger Tageszeitungsmarkt gibt es folgende Zeitungen, die wenigstens eine Lokalredaktion für die gesamte Stadt oder Teile der Region unterhalten.
Die Axel-Springer-Publikationen dominieren den Bereich dabei mit dem seit 1948 bestehenden, den Hamburg-Ausgaben von Bild-Zeitung, Die Welt und Welt am Sonntag sowie weiteren Beteiligungen an Regionalzeitungen und Anzeigenblättern. Dem Hamburger Abendblatt liegen neben dem allgemeinen Hamburg-Teil in sechs verschiedenen Gebieten zusätzliche Regionalausgaben bei, die Teile Hamburgs und der Nachbarländer umfassen.
Unabhängig davon besteht die Hamburger Morgenpost (Mopo, seit 1949) des Kölner Verlags M. DuMont Schauberg, die als Boulevard-Zeitung im Tabloid-Format herausgegeben wird und auch als Sonntagsausgabe erscheint.
Ein Regionalteil Nord mit Hamburg-Berichterstattung findet sich zudem in der tageszeitung (taz), seit April 2014 erscheint auch Die Zeit im Großraum Hamburg mit einem Hamburg-Teil.
Die Harburger Anzeigen und Nachrichten stellte im September 2013 ihren Betrieb wegen zu geringer Auflage ein. Bis dahin war sie die älteste (seit 1844) der in Hamburg erscheinenden Tageszeitungen und berichtete im regionalen Teil über Hamburg und Niedersachsen, wobei die eigenen Berichte der Lokalredaktion den Schwerpunkt im Bezirk Harburg zuzüglich Wilhelmsburg und Finkenwerder und den Landkreis Harburg zuzüglich Buxtehude haben. Ebenso berichtet die Bergedorfer Zeitung regional über den Bezirk Bergedorf und die umliegende Region.
Seit 2011 gibt es in Hamburg „HANSEstyle“, ein regionales Premium-Magazin im Großraum Hamburg. Viermal im Jahr wird über Wissenswertes aus der Region, über hanseatische Persönlichkeiten, wichtige Ereignisse und News aus dem Clubleben berichtet. Die redaktionellen Schwerpunkte liegen in den Bereichen Wirtschaft, Politik, Kultur, Sport, Mode & Beauty und Genuss.
Jobs-Kompakt NORD ist die führende Arbeitsmarktzeitung in der Metropolregion Hamburg und erscheint 14-täglich. Die Zeitung ist in rund 1800 Auslagestellen sowie im Zeitschriftenkiosk erhältlich. Zusätzlich liegt Jobs-Kompakt NORD auch der MOPO am SONNTAG bei. Herausgeber und Chefredakteur ist Sven Wolter-Rousseaux aus Norderstedt. Auf der Online-Seite der Zeitung findet sich ein Archiv aller bisher erschienenen Ausgaben.
Das Hamburger Straßenmagazin Hinz&Kunzt ist die auflagenstärkste Straßenzeitung in Deutschland.
Bis zum Jahr 2000 existierte die Wochenzeitung Hamburger Rundschau mit einer Auflage von bis zu 16.000 Exemplaren.
Zudem bestehen verschiedene Stadt- und Szenemagazine, wie Oxmox oder Szene Hamburg, das Stadtmagazin Prinz existierte bis Dezember 2012.
Schließlich erscheinen periodisch eine Reihe von kostenlosen Publikationen. Darunter verschiedene Zeitungen deren Verbreitung und Berichterstattung sich auf einen oder mehrere Stadtteile konzentriert. So ist die Hamburger Allgemeine Rundschau eine Monatszeitung primär für die Hamburger Stadtteile Altona, Eimsbüttel, Eppendorf, Winterhude, Wandsbek, Hamm oder das Elbe Wochenblatt ein wöchentliches Anzeigenblatt das in verschiedenen Lokalausgaben an alle Haushalte im jeweiligen Gebiet ausgetragen wird.
Andere Publikationen werden durch Auslage an für die Leserschaft relevanten Orten verbreitet, wie beispielsweise das dreimonatlich erscheinende Magazin „STADTLICHH“ (eingestellt im März 2017) mit Hintergründen zu Kulturthemen und Stadtentwicklung, das hamburgweit in Cafés, an Hochschulen und anderen Orten des kulturellen Lebens ausliegt oder das Jugendmagazin Freihafen, das von Jugendlichen ehrenamtlich erstellt wird und an Schulen erhältlich ist.
Ebenfalls in Hamburg erscheinen einmal im Monat die HafenCityzeitung und das Alstermagazin sowie das Alstertalmagazin.

## Hörfunk und Fernsehen
Die Medienanstalt Hamburg Schleswig-Holstein lizenziert und beobachtet private Rundfunkveranstalter in der Hansestadt. Der Hamburger Rundfunkbereich umfasst 82 Unternehmen.
Wichtigster Hörfunk- und Fernsehsender ist der in Hamburg ansässige Norddeutsche Rundfunk (NDR), eine öffentlich rechtliche Rundfunkanstalt, die zu den größten Landesrundfunkanstalten der ARD gehört. Die Verwaltung des NDR und seine Hörfunkprogramme sind an der Rothenbaumchaussee in Harvestehude ansässig. Auf dem Gelände war seit 1928 auch die 1924 gegründete Nordische Rundfunk AG (NORAG) und nach dem Zweiten Weltkrieg der Nordwestdeutsche Rundfunk (NWDR, Vorläufer des 1956 entstandenen NDR) beheimatet. Dessen Sendegebiet umfasste auch die Länder Nordrhein-Westfalen und West-Berlin und war maßgeblich für den Wiederbeginn des Fernsehens in Deutschland verantwortlich. Die Fernsehprogramme des NDR entstehen heute auf dem Sendergelände in Lokstedt.
Der Deutsche Radiopreis wird seit 2010 von den öffentlich-rechtlichen und privaten Radiosendern gemeinsam in mehreren Kategorien vergeben. Die Verleihungen finden in der Event-Location „Schuppen 52“ im Hamburger Hafen statt.

### Öffentlich-Rechtlicher Hörfunk
Die NDR-Programme werden an der Rothenbaumchaussee für die Länder Hamburg, Schleswig-Holstein, Mecklenburg-Vorpommern und Niedersachsen produziert.
- NDR 90,3 ist das Landesprogramm des NDR für Hamburg mit Oldies, Unterhaltung und Informationen aus der Stadt
- NDR 2 sendet nach einem Adult-Contemporary-Format Popmusik und Service
- NDR Kultur sendet klassischer Musik und andere kulturelle Elemente
- N-Joy ist die Jugendwelle des NDR für die Zielgruppe 14 bis 29 Jahre
- NDR Info ist das Informations- und Wortprogramm des NDR (zusätzlich auch für Bremen)
- NDR Info Spezial ist eine Variante von NDR Info, die nur über DAB+ verbreitet wird und regelmäßig den Seewetterbericht, Bundestagsübertragungen sowie Refugee Radio von Funkhaus Europa übernimmt
- NDR Blue ist eine Musikwelle, die hauptsächlich mit Wiederholungen von Musiksendungen der Programme NDR 2, N-Joy und NDR Info bestückt wird, die terrestrische Ausstrahlung erfolgt ausschließlich über DAB+
- NDR Schlager ist die Schlagerwelle des NDR, die Anfang Juli 2016 startete und im gesamten NDR-Sendegebiet terrestrisch ausschließlich über DAB+ verbreitet wird

Für die bundesweit gesendeten Hörfunkprogramme von Deutschlandradio (Deutschlandfunk, DRadio Wissen, Deutschlandradio Kultur) besteht zudem ein Landesstudio Hamburg, welches beim NDR an der Rothenbaumchaussee ansässig ist.

### Private Radiosender
- Klassik Radio produziert sein bundesweit ausgestrahltes Programm in Hamburg.
- Radio Hamburg war über Jahre hinweg Marktführer und wurde im Februar 2007 (MA 2007/I) abgelöst durch NDR 90,3
- Hamburg Zwei (ehemals fun fun 95, fun fun radio, mix 95.0, magic fm, ok magic 95, OK Radio Hit 95, Oldie 95) ist das zweite Programm aus dem Radio-Hamburg-Funkhaus.
- Radio Digital 1 war das dritte Programm aus dem Radio-Hamburg-Funkhaus. Dieses Programm sendet ausschließlich über Digital Radio.
- alster radio 106!8 rock ’n’ pop (ehemals Alsterradio, Radio 107) war ein erfolgreicher und populärer Schlagersender. Seit der Umstellung und Neupositionierung als Rocksender befinden sich die Quoten im Anstieg. Seit dem 9. April 2018 sendet auf den Frequenzen von Alsterradio die Rock Antenne Hamburg.
- 917xfm ist ein weiterer Sender des Alsterradios
- Energy Hamburg (ehemals JazzWelle Plus, Radio Korah) ist die hamburgische Ausgabe des Senders aus dem europaweiten Radio-Energy-Netzwerk.

### Nichtkommerzielle Radiosender
- Freies Sender Kombinat (FSK). Quer-Beet und Multi-Kulti.
- Tide 96.0 (ehemals Offener Kanal Hamburg). Hamburger Ausbildungs- und Bürgerkanal.
- Hamburger Lokalradio. Kultur und Musik. Nur Sonntags statt Tide 96.0.

Der Musikjournalist Ruben Jonas Schnell gründete im Januar 2008 den Internetradiosender ByteFM, der seinen Sitz auf dem Heiligengeistfeld hat.
Aufgrund der verhältnismäßig kleinen Fläche Hamburgs sind, abgesehen von ohnehin überregional ausgestrahlten Hörfunkprogrammen (und anderen Sende- und Empfangstechniken), auf den UKW-Frequenzen in der Regel auch die für die angrenzenden Bundesländer produzierten Programme in der Hansestadt zu empfangen.
weitere siehe: Kategorie:Hörfunk (Hamburg)

### Öffentlich-rechtliches Fernsehen

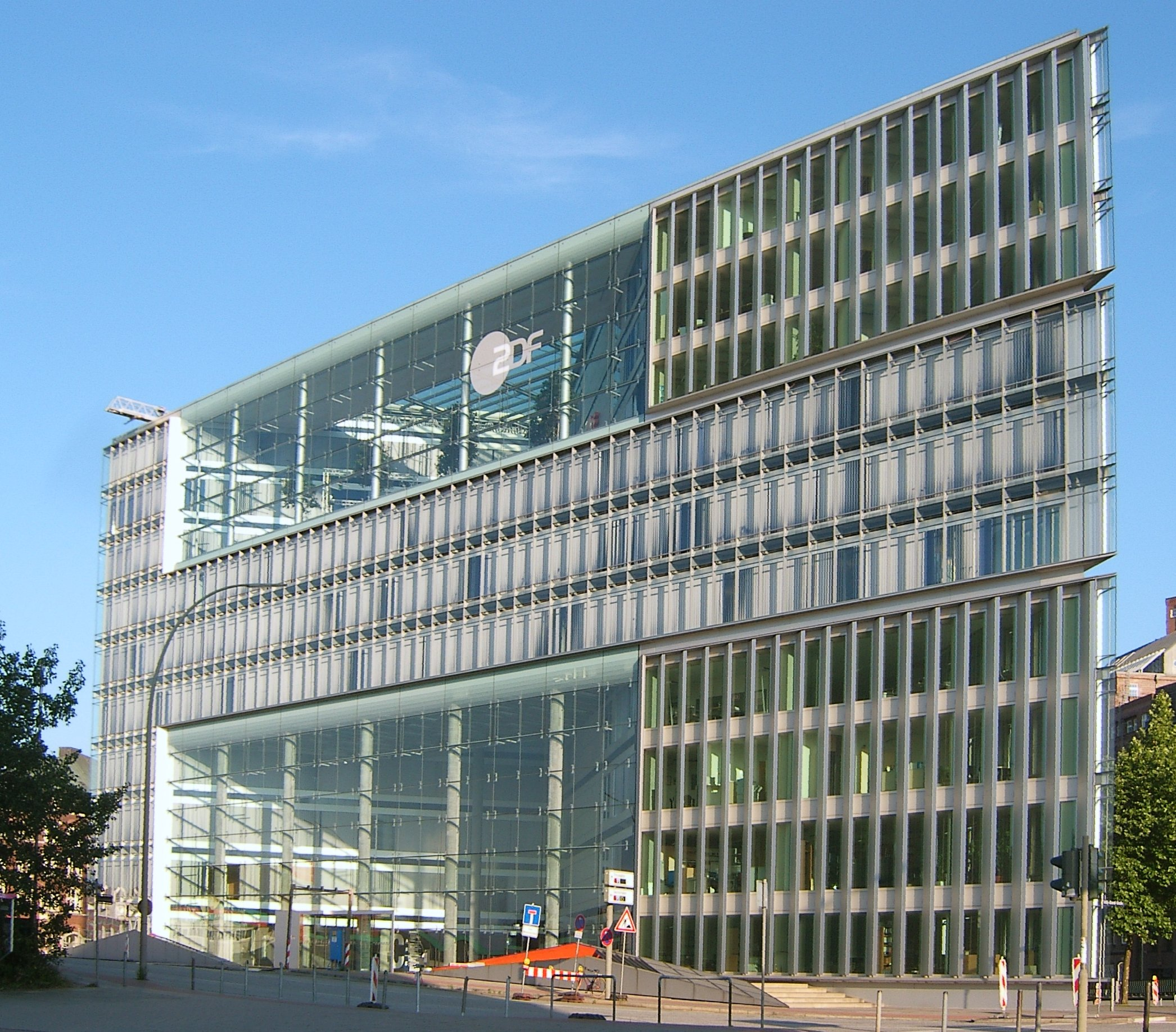
Landesstudio des ZDF neben den Deichtorhallen

- Für Das Erste, den Fernsehsender der ARD, produziert der NDR in Lokstedt mit der Nachrichtenredaktion von ARD-aktuell die Tagesschau, Tagesthemen, Nachtmagazin und den Wochenspiegel. Weitere vom NDR produzierte Sendungen wie das Magazin Panorama und teilweise Plusminus laufen zudem im Programm des Ersten und den weiteren gemeinschaftlichen Fernsehsendern der ARD, sowie den mit anderen Anstalten betriebenen Sendern.
- Tagesschau24 ist ein digitaler Fernsehsender der ARD mit Schwerpunkt auf Informations- und Nachrichtensendungen, Reportagen, Dokumentationen und Gesprächssendungen. Die Federführung von tagesschau24 innerhalb der ARD liegt beim NDR in Hamburg.
- Das NDR Fernsehen kommt als drittes Programm ebenfalls aus Hamburg. Es wird gemeinschaftlich mit Radio Bremen für das Sendegebiet Bremen, Hamburg, Schleswig-Holstein, Niedersachsen und Mecklenburg-Vorpommern produziert, wobei wesentliche Programmbestandteile aus den jeweiligen Landesfunkhäusern zugeliefert werden.
- Studio Hamburg produziert unter anderem auch Sendungen für den NDR und Das Erste, darunter auch die Fernsehsendung Beckmann oder die Serie Großstadtrevier
- Das ZDF unterhält in Hamburg ein Landesstudio. Die Fernsehsendungen Markus Lanz und Lanz kocht! kommen ebenso aus Hamburg, wie die Serien Bella Block, Stubbe, Nachtschicht, Der Ermittler, Die Rettungsflieger oder Notruf Hafenkante.

### Privates Fernsehen
- SAT.1 produzierte in Hamburg die SAT.1 Nachrichten (1984 bis zur Fusion von SAT.1 und ProSieben) und das Sportprogramm „ran“ (1992–1998). Heute wird die Daily Talkshow Britt im Studio Hamburg produziert.
- Premiere, ein Pay-TV-Sender, hatte bis 1999 (Umzug im Rahmen der vollständigen Übernahme durch die Kirch-Gruppe nach München) seinen Firmensitz in Hamburg auf dem Gelände von Studio Hamburg.[8]
- Spiegel TV mit Sitz in Hamburg produziert im Rahmen einer Drittsendelizenz thematisch orientierte Fernsehbeiträge für zahlreiche private Fernsehsender (z. B. RTL, SAT.1, und VOX) und betreibt die zwei eigenen Sender Spiegel Geschichte und Spiegel TV Wissen.
- MTV Germany, der erste regionale MTV-Sender in Europa, hatte von 1997 bis 1999 seinen Hauptsitz in Hamburg.
- VH-1 Deutschland sprach im Gegensatz zum Muttersender MTV eine ältere Zielgruppe an, dessen Sitz bis zur Einstellung im Jahr 2001 in Hamburg war.
- YAVIDO war ein Spartenprogramm, das von 2005 bis 2013 ausschließlich Musiksendungen und musikrelevante Inhalte mit Sitz in Hamburg anbot.
- Bibel TV, der erste christliche digitale Fernsehsender in Deutschland, in Hamburg-Hammerbrook ansässig.
- Tru Young Television, ein evangelikaler Fernsehsender für die Altersgruppe von zehn bis 29 Jahren, ein Tochterprojekt von Bibel-TV.
- Rocket Beans TV, Internetfernsehsender mit Fokus auf Computerspielen, Internetkultur und Unterhaltung
- Das Deutsche Gesundheitsfernsehen hatte bis zur Insolvenz 2009 seinen Sitz in Hamburg-Altona.

### Regionale Fernsehsender
Regionale Fernsehsender sind:
- TIDE TV (ehemals Offener Kanal Hamburg), der als Bürger- und Ausbildungskanal seine Räume in der Finkenau in Uhlenhorst hat.
- Hamburg 1 produziert im Stadtteil Rotherbaum (im Medienzentrum an der Rothenbaumchaussee). Die Sendungen auf Hamburg 1 umfassen vom Frühstücksfernsehen über Nachrichten, Sport bis zu Talkshows und speziellen Zielgruppen und Themen gewidmete Sendungen mit Hauptbezug auf Hamburg.

### Regionale Fernsehprogramme und -magazine
Im Vorabendprogramm werden bei verschiedenen Sendern Regionalprogramme ausgestrahlt:
- Das NDR-Regionalmagazin Hamburg Journal im dritten Programm NDR Fernsehen wird vom Landesfunkhaus Hamburg im Sendegebiet Hamburg täglich von 19.30 bis 20 Uhr ausgestrahlt. Von Montag bis Freitag auch als Kurzausgabe Hamburg Journal 18 Uhr. Zur selben Zeit senden die anderen Landesfunkhäuser ein jeweils eigenes Landesprogramm.
- RTL Nord produziert von 18 bis 18.30 Uhr ein Magazin als Regionalprogramm für Schleswig-Holstein und Hamburg im Programm von RTL.
- Sat.1 sendet von Montag bis Freitag mit 17:30 Sat.1 ebenfalls ein halbstündiges Regionalmagazin der Landesstudios in Hamburg und Kiel für die Länder Hamburg und Schleswig-Holstein.

### Sendeanlagen
- Rundfunksender Billwerder-Moorfleet (NDR-Programme, DLF, Radio Hamburg)
- Heinrich-Hertz-Turm (die meisten Privatradios)
- Fernmeldeturm Hamburg-Lohbrügge (Oldie 95, Energy 97.1, R.SH, delta radio )
- Rahlstedt-Höltigbaum (AlsterRadio)
- Fernsehumsetzer Cranz (nicht in Betrieb)
- Mittelweg/Pöseldorf (nicht in Betrieb)

## Online-Medien
Besonders die sozialen Medien und Online-Communitys siedelten sich verstärkt in der Hansestadt an.
- Google ist seit 2001 in Deutschland mit der Google Germany GmbH, Hamburg vertreten.[9]
- XING, das Businessnetzwerk wurde 2003 in Hamburg gegründet. Die Foren und Gruppen werden bis heute immer in Hamburg verwaltet.
- Facebook eröffnete 2010 am Rödingsmarkt ein Büro.[10]
- Twitter betreibt das deutsche Werbegeschäft seit 2014 von Hamburg aus.[11]

### Onlinemagazine
- Der Spiegel (online), eine der reichweitenstärksten deutschsprachigen Nachrichten-Websites entstand 1994 in Hamburg
- Stern.de wurde 1995 als Onlineversion des Nachrichtenmagazins Stern in Hamburg gegründet
- Tagesschau.de ist seit 1996 das zentrale internetbasierte Nachrichtenportal der ARD mit Sitz in Hamburg
- Zeit Online berichtet seit 1996 über das tagesaktuelle Geschehen aus Hamburg

### Online-Spieleunternehmen
- Bigpoint ist eines der größten deutschen Computerspiele-Unternehmen mit Sitz in Hamburg (Gründung 2002)
- Daedalic Entertainment ist ein deutscher Spieleentwickler und Publisher aus Hamburg (Gründung 2007)
- dtp entertainment ist einer der größten deutschen Publisher und Entwickler für Computer- und Videospiele (Gründung 1995)
- Fishlabs ist ein in Hamburg ansässiger Entwickler und Publisher von Mobile Games (Gründung 2004)
- Gamigo ist ein deutscher Anbieter für Browserspiele und Massively Multiplayer Online Games aus Hamburg (Gründung 2001)
- Goodgame Studios ist der nach Mitarbeitern größte deutsche Entwickler von Spielesoftware, spezialisiert auf Free-to-play Games (Gründung 2009)
- InnoGames ist ein Spieleentwicklerstudio und Betreiber von browserbasierenden Online-Spielen, kurz Browserspiele, mit Sitz in Hamburg (Gründung 2007)
- Playa Games ist ein Spieleentwicklerstudio und Betreiber von browserbasierenden Online-Spielen und Mobile Games mit Sitz in Hamburg (Gründung 2009)
- Replay Studios war ein deutscher Spieleentwickler mit Sitz in Hamburg (Gründung 2002, Insolvenz 2009)

### Online-Partnervermittlungen
- Parship wurde im Jahr 2000 in Hamburg gegründet
- ElitePartner hat seit 2003 seinen Sitz in Hamburg
- KissNoFrog ist in Hamburg beheimatet

### Online-Märkte
- Immonet.de ist eines der führenden Immobilienportale in Deutschland mit Sitz in Hamburg (Gründung 1999)

## Film
Hamburg ist ein führender Film- und Fernsehproduktionsstandort in Deutschland. Die Bedeutung Hamburgs wird durch das Filmfest Hamburg, das Internationale Kurzfilm-Festival, das Hamburg International Queer Film Festival (ältestes Filmfestival Deutschlands), das internationale Festival des deutschen Film-Erbes (CineFest) mit der Verleihung des Reinhold Schünzel-Preises und dem durch acht Städte tourenden Fantasy Filmfest sowie der Verleihung der Goldenen Kamera (erstmals 1965), des German Soap Award (erstmals 2011), des Hamburger Krimipreises, des Hamburg Animation Awards und des Studio Hamburg Nachwuchspreises unterstrichen.

### Filmförderung
- Filmförderung Hamburg Schleswig-Holstein: Institution zur regionalen Filmförderung
- CineGraph – Hamburgisches Centrum für Filmforschung e. V.: Filminstitut
- KurzFilmAgentur Hamburg e. V.: Förderung und Verbreitung von Kurzfilmen (max. 30 Min.)
- Liste von Filmen mit Bezug zu Hamburg

### Filmunternehmen
Die Hamburger Filmwirtschaft umfasst 1.068 Unternehmen.
- Studio Hamburg ist mit seinen zahlreichen Tochtergesellschaften das größte Dienstleistungsunternehmen rund um Film, Fernsehen und neue Medien in Deutschland
  - Studio Hamburg Serienwerft
  - Studio Hamburg Synchron
- Network Movie: Fernsehfilme, Fernsehserien, Reihen und Mehrteiler sowie internationale Koproduktionen
- Wüste Film: Filmproduktionsfirma
- Agenda Media: Produktion von TV-Dokumentationen, Spielfilmen und Infotainment-Formaten, sowie mit der Entwicklung und Umsetzung von Print- und Internetformaten (Sitz in Lauenburg und Produktionsbüro in Hamburg)
- Corazón International: Fatih Akın, Filmproduktion
- Relevant Film: unabhängige Filmproduktion
- TRIKK17: Animations- und Zeichentrickfilme
- Wunderwerk: Produktionsfirma für Kinderprogramme (Sitz in Unterföhring und Büro in Hamburg)
- Trickompany Filmproduktion: Zeichentrickfilme
- Toons’n’Tales Filmproduktion: Animations-Studio für Computeranimationsfilme und TV-Serien
- Hamster Film: Produktsfirma[13]

Mit Cinemaxx hat auch eines der großen Kinounternehmen seinen Sitz in Hamburg.

## Musik
Hamburg ist eine lebendige Musikstadt als Tournee-Ort von Top-Künstlern, mit Konzerten, vielen Musikclubs, dem erfolgreichen Reeperbahn Festival, dem beliebten Musik- und Kulturfestival MS Dockville, dem Elbjazz-Festival, dem Schlagermove (größte derartige Veranstaltung in Deutschland), Wutzrock, der deutschen Punktevergabe zum Eurovision Song Contest mit ESC-Party auf der Reeperbahn, der Musikpreise ECHO Klassik (1995, 1998), ECHO Pop (1996–2000), ECHO Jazz (seit 2013) und HANS sowie dem LEA – Live Entertainment Award (2006–2010).

### Musikförderung
Der Verein Rockcity Hamburg – Zentrum für Popularmusik berät Musikschaffende, Labels, Veranstalter, Booker und Clubs individuell und kontinuierlich, bietet Coachings, Mentoringprogramme und Events, um innovative und kreative Prozesse und musikalische Ideen voranzubringen. Das 2004 gegründete Clubcombinat Hamburg e. V. bildet den Berufsverband Hamburger Club-, Party- und Kulturereignisschaffer. Das Musikhaus St. Pauli Karostar bietet jungen Unternehmen und Existenzgründern aus der Musikbranche optimale Arbeitsbedingungen.

### Musikunternehmen
Hamburg ist auch ein Standort vieler bekannter Musikverlage, Schallplattenfirmen, Labels und bis 2002 des Deutschen Phonoverbandes bzw. bis 2004 des Verbandes unabhängiger Musikunternehmen.
Die Hamburger Musikwirtschaft umfasst 1.317 Unternehmen.
- Warner Music ist eines der drei weltweit marktführenden Major-Label. Das Geschäft für den deutschsprachigen Raum und Osteuropa verantwortet die Warner Music Group Germany Holding GmbH in Hamburg.
- Universal Music, ein weiteres Major-Label verlegte seinen Deutschlandsitz 2002 von Hamburg nach Berlin. Für Kritik sorgte die Subventionspolitik des Länderfinanzausgleich-Empfängerlandes Berlin gegenüber dem -Zahlerland Hamburg.[20]
- BMG – Bertelsmann Music Group, Musik-Label des Bertelsmann-Konzerns zog 2002 ebenfalls von Hamburg nach Berlin um.[21]
- Edel Music ist innerhalb der Independent-Label das größte unabhängige Musikunternehmen Europas. Der Konzernsitz der Entertainment-Gruppe Edel AG ist Hamburg.
- Roba Music Verlag ist einer der großen unabhängigen Musikverlage in Europa.
- Soulfood ist ein deutscher Vertrieb für unabhängige Labels und Unternehmen aus den Bereichen Musik, DVD und Merchandising mit Unternehmenssitz in Hamburg.
- Indigo ist einer der wichtigsten unabhängigen deutschen Musikvertriebe für Independent-Labels. Der Firmensitz ist in Hamburg.
- Broken Silence ist ein unabhängiger Musikvertrieb mit Sitz in Hamburg. Das Unternehmen vertreibt CDs, Schallplatten, DVDs und Merchandising-Artikel sowie Digitale Medien im Independent-Bereich.
- Buback ist ein Hamburger Independent-Label für Tonträger.
- Grand Hotel van Cleef ist ein deutsches Independent-Label aus St. Pauli, Hamburg.
- Audiolith ist ein Independent-Label aus Hamburg-Bahrenfeld. Audiolith veröffentlicht vorwiegend elektronische Musik und Indie-Rock.
- Tapete Records ist ein Independent-Plattenlabel aus Hamburg.
- Peer Musikverlage
- Freibank Musikverlag
- Ahn & Simrock Bühnen- und Musikverlag
- Karsten Jahnke Konzert- und Tourneeveranstalter

Siehe auch: Kategorie:Musiklabel (Hamburg)

## Nachrichten
Hamburg ist einer der wichtigsten Nachrichtenstandorte in Deutschland, dafür stehen beispielhaft das deutsche Nachrichtenmagazin Der Spiegel, die wöchentlichen Erscheinungen von Die Zeit und Stern, die zentrale Fernseh-Nachrichtenredaktion der ARD-Senderfamilie – ARD-aktuell und die Nachrichtenagentur dpa. Auch die Redaktion der SAT.1 Nachrichten war von 1984 bis zur Fusion von SAT.1 und ProSieben in Hamburg beheimatet. Auch der Hanns-Joachim-Friedrichs-Preis für Fernsehjournalismus wird jährlich in Hamburg verliehen.
Die größte deutsche Nachrichtenagentur, die 1949 gegründete Deutsche Presse-Agentur (dpa) hat ihren zentralen Unternehmenssitz im Hamburger Stadtquartier Pöseldorf. Nach dem im Jahr 2010 erfolgten Umzug der Zentralredaktion nach Berlin verblieben hier noch neben dem Vertrieb, die kaufmännische Abteilung, die regionalen Redaktionen (Fotoredaktion und Landesdienst Nord für Hamburg und Schleswig-Holstein) sowie einige Tochterunternehmen, wie zum Beispiel news aktuell.
Weitere Nachrichtenagenturen sind am Standort Hamburg vertreten, z. B. der Deutsche Depeschendienst mit der Bildagentur ddp images GmbH, der Sport-Informations-Dienst mit einer Redaktion und der Evangelische Pressedienst mit dem Landesdienst Nord.

## Sport
Der Sport Bild-Award wird seit 2003 in Hamburg verliehen.
- SAT.1 produzierte von 1992 bis 1998 sein Sportprogramm „ran“ bei Studio Hamburg.[8]
- tm3 produzierte 1999/2000 die Fußball Champions League bei Studio Hamburg.[8]

Die Sportrechtevermarkter UFA Sports und Sportfive haben ihren Sitz in Hamburg.

## Werbung
Hamburg gilt als „Kreativ-Hauptstadt“. Der Art Directors Club Deutschland (ADC) lädt die europäische Kreativ-Elite ab 2013 zu seinem Festival mit Verleihung der „Nägel“ – eine der wichtigsten Auszeichnungen in der Werbebranche – nach Hamburg ein (vorher Frankfurt und Berlin). In Hamburg wird außerdem der Radiowerbepreis „Ramses Award“ verliehen.
Die Hamburger Werbewirtschaft besteht aus 7.126 Unternehmen.

### Werbeagenturen
In Hamburg gibt es 2.747 Werbeagenturen. Die bekanntesten sind:
| Agentur           | Gründung | Mitarbeiter | Anmerkung                  |
| ----------------- | -------- | ----------- | -------------------------- |
| FCB               | 1873     | 9000        | Stammsitz New York/Chicago |
| Jung von Matt     | 1991     | 800         |                            |
| Scholz & Friends  | 1981     | 800         |                            |
| Springer & Jacoby | 1979     | 300         | Insolvenz 2010             |

### Mediaagenturen
Mit Mediaplus und Pilot sind die beiden größten inhabergeführten Mediaagenturen Deutschlands in Hamburg vertreten.

### Sonstige Werbebranche
Die sonstige Werbebranche in Hamburg gliedert sich in 1.327 PR-Beratungen, 1.095 Firmen für Grafik- und Fotodesign, 1.049 Firmen zu Markt- und Meinungsforschung, 199 Firmen zur Vermarktung und Vermittlung von Werbezeiten/-flächen, 147 Direktmarketingfirmen, 134 Firmen zur Werbemittelverbreitung, 107 Anzeigenagenturen und 252 sonstigen Werbefirmen.
- RMS – Radio Marketing Service vermarktet Werbezeiten von 150 privaten Radiosendern in ganz Deutschland.

## Medienausbildung
Studiengänge im Bereich der Medien bietet die private Hamburg Media School an. Die Universität Hamburg unterhält (Stand: 2021) Studiengänge, die mit einem Bachelor of Arts in Medien- und Kommunikationswissenschaft oder einem Master of Arts in Medienwissenschaft abschließen. Ferner war die Universität von 2005 bis 2019 am internationalen, englischsprachigen Erasmus-Mundus-Master-Programm Journalism, Media and Globalisation beteiligt. Die ebenfalls in Hamburg ansässige Henri-Nannen-Schule gehört zu den renommiertesten Journalistenschulen Deutschlands.

## Pressekammer
Das Landgericht Hamburg hat in Presseangelegenheiten deutschlandweite Bedeutung. Mit der Zivilkammer 24 (ZK24) besteht eine Spezialzuständigkeit für Presse-, Urheber- und Verlagsrecht (Pressekammer). Häufig ist die Abwägung der Meinungs- und Pressefreiheit einerseits gegen die Persönlichkeitsrechte betroffener Personen andererseits Gegenstand von Prozessen. Das Prinzip des „Fliegenden Gerichtsstands“ bei überregionalen Pressedelikten erlaubt es dem Kläger den Gerichtsstand in Deutschland frei zu wählen. Die starke Betonung der Persönlichkeitsrechte in den Urteilen des Landgericht Hamburg macht dieses zu einem deutschlandweit häufig angerufenem Gericht in Presseangelegenheiten. Naturgemäß sieht die betroffene Presse in unterlegenen Fällen teilweise die Pressefreiheit nicht genügend berücksichtigt.

Fotogalerie
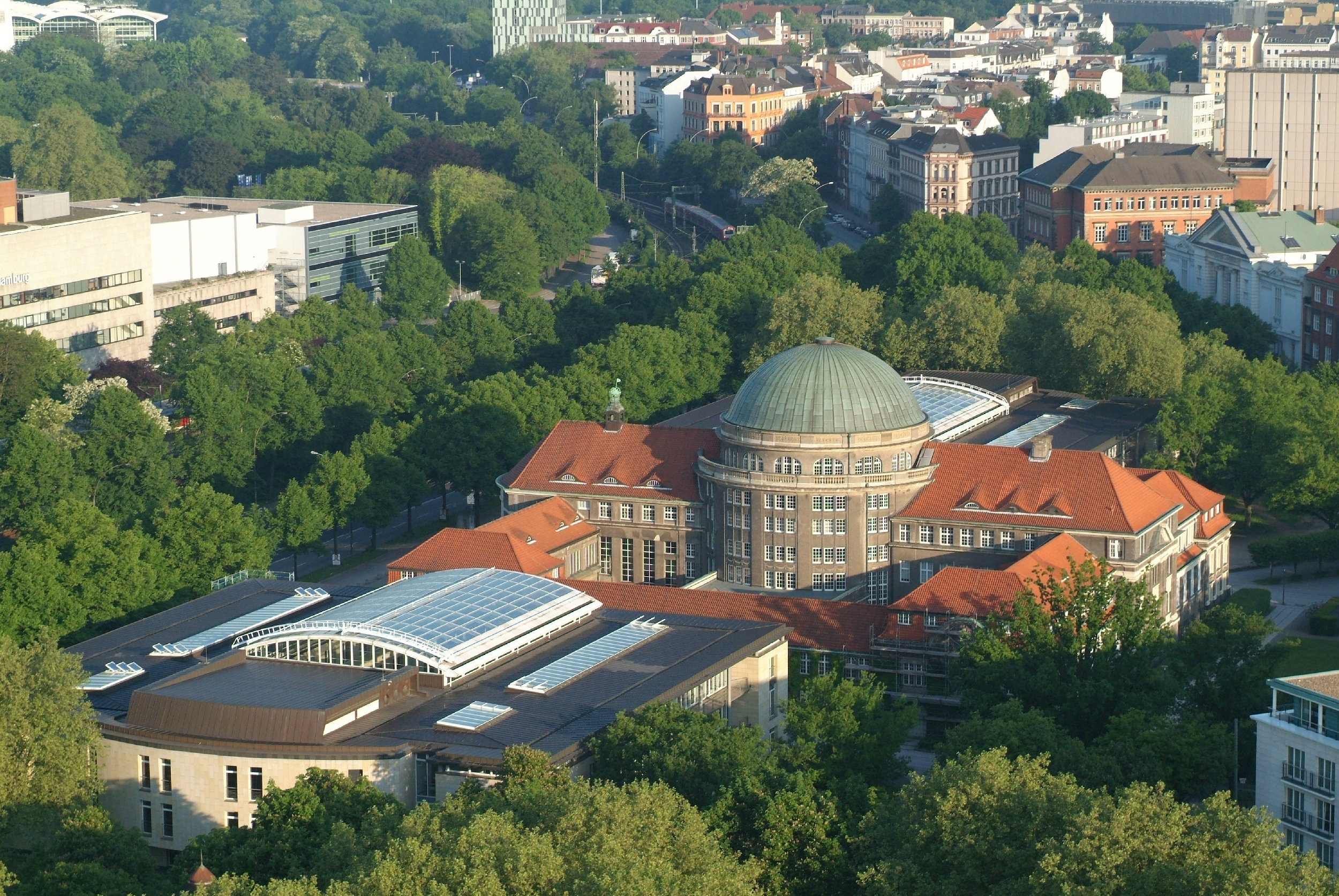
Hauptgebäude der Universität Hamburg
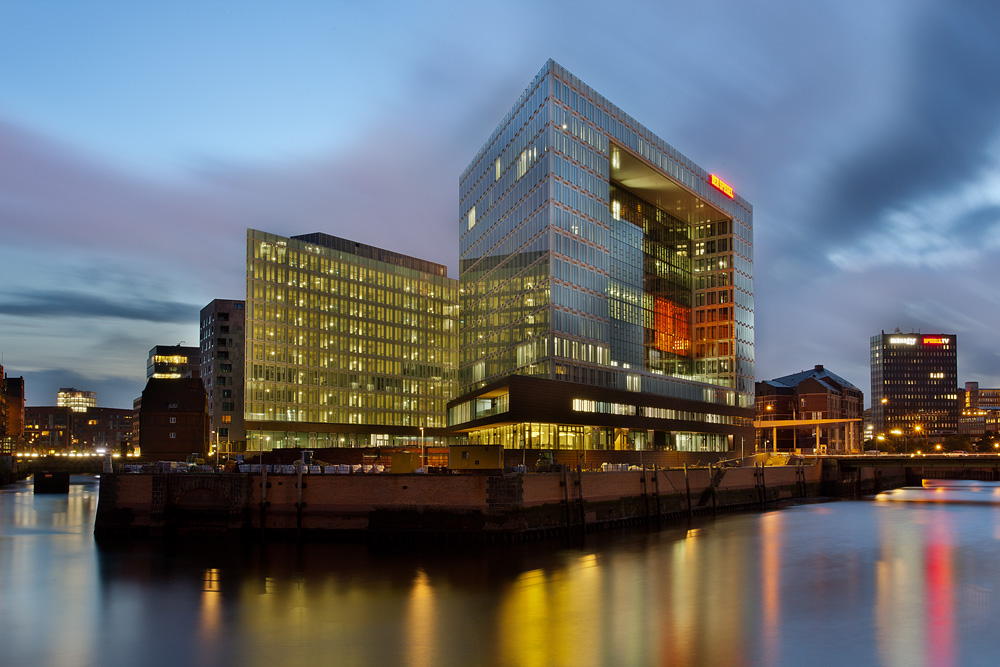
Das Spiegel Hauptgebäude
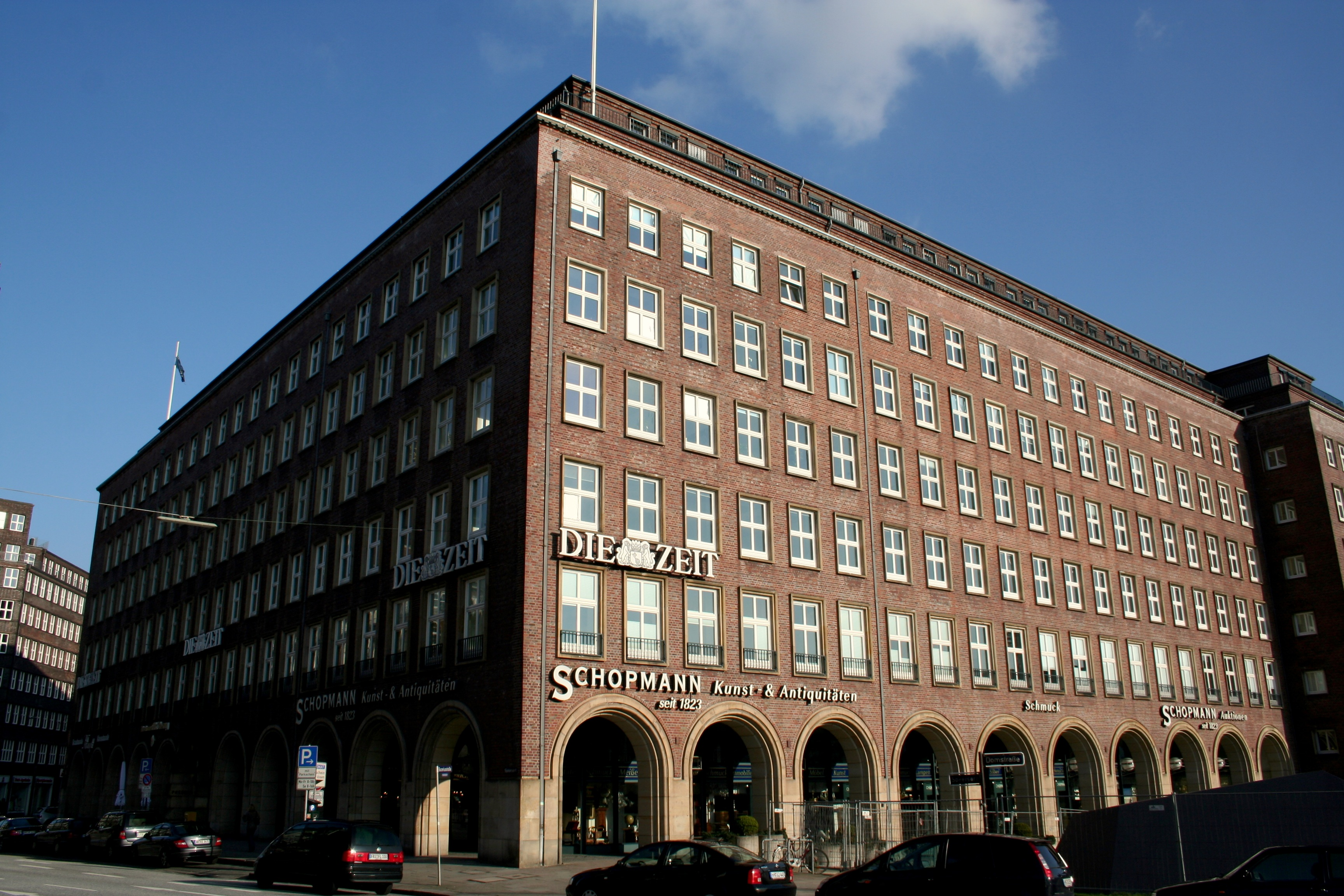
Pressehaus am Speersort
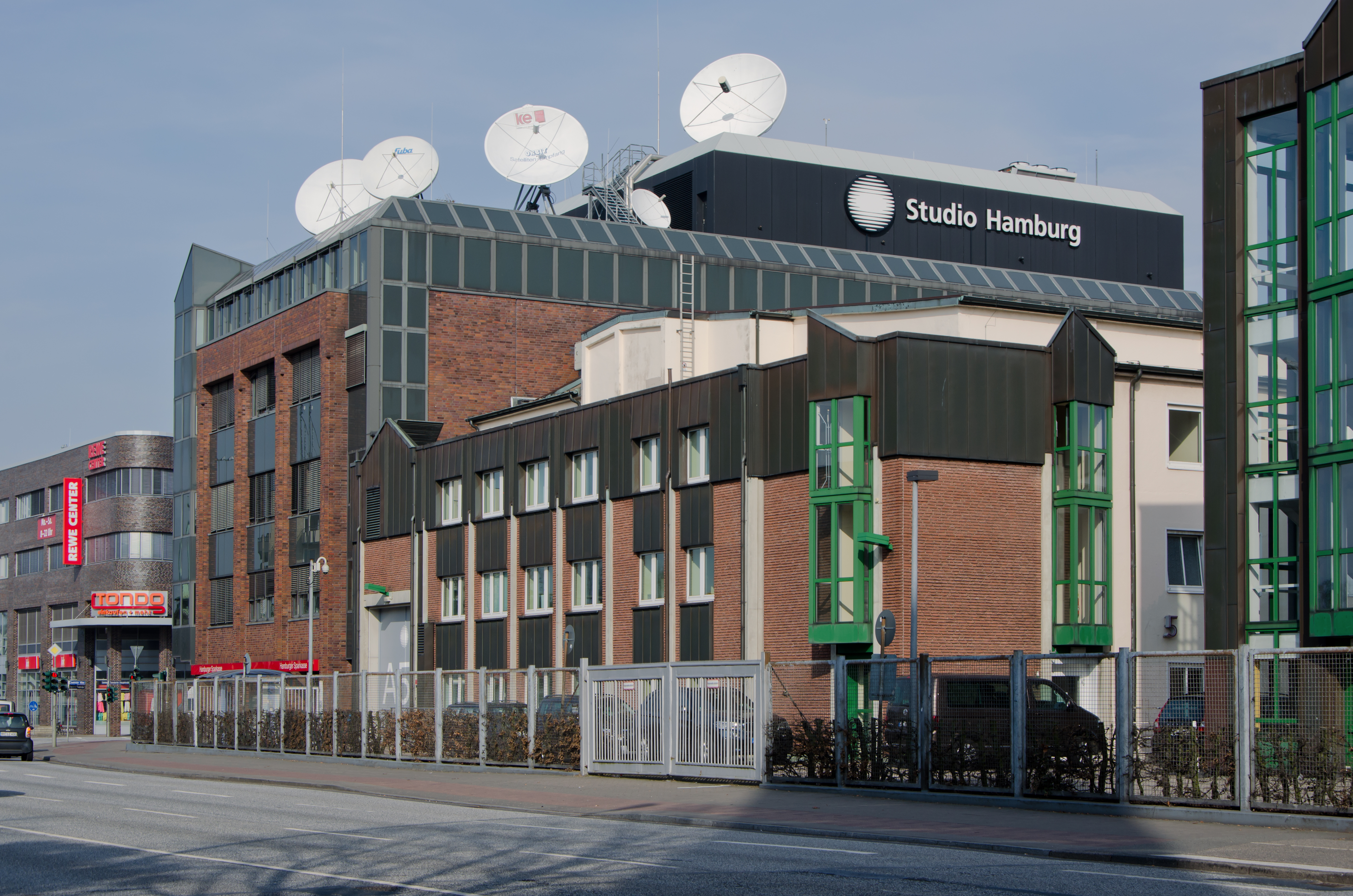
Studio Hamburg
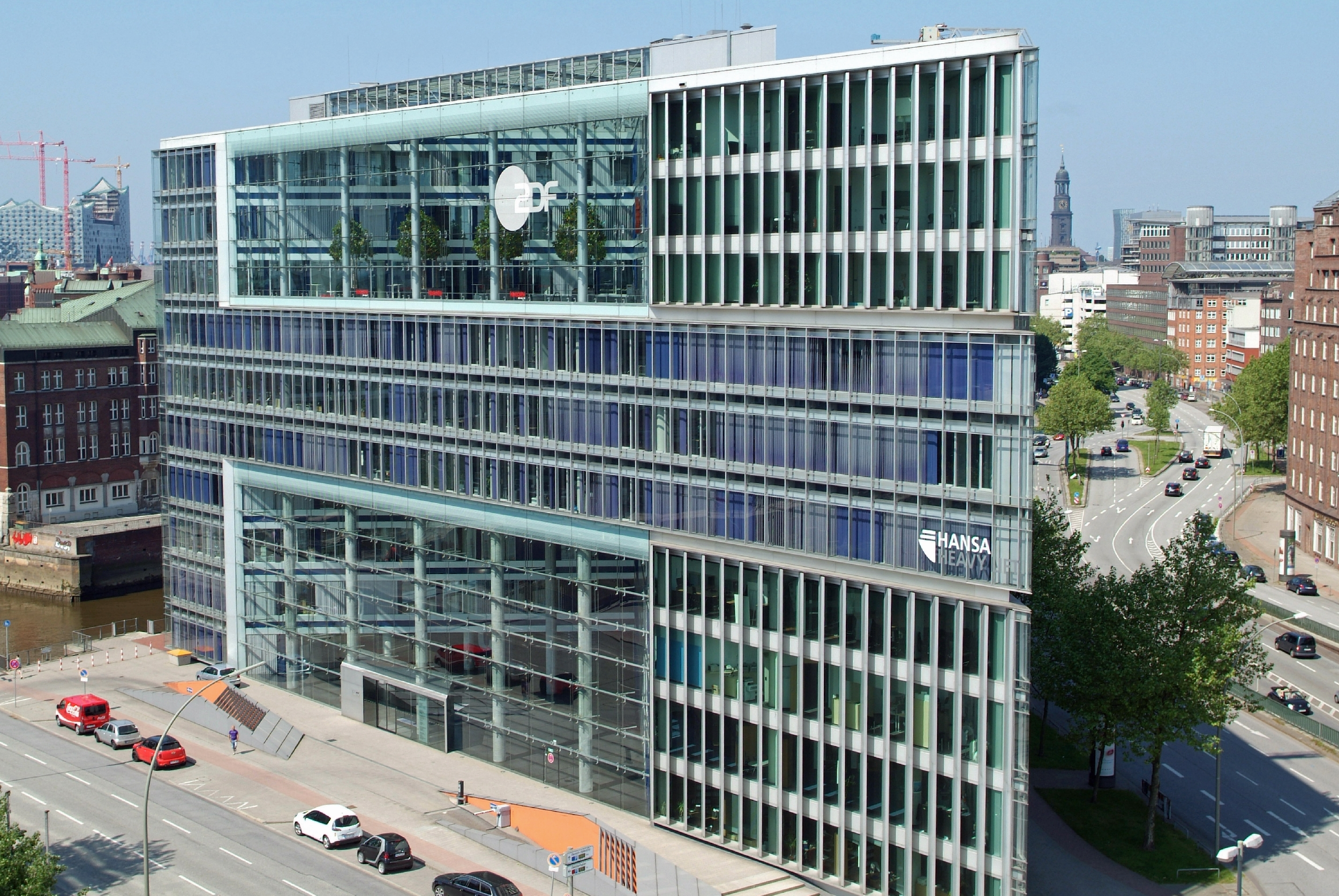
ZDF-Landesstudio
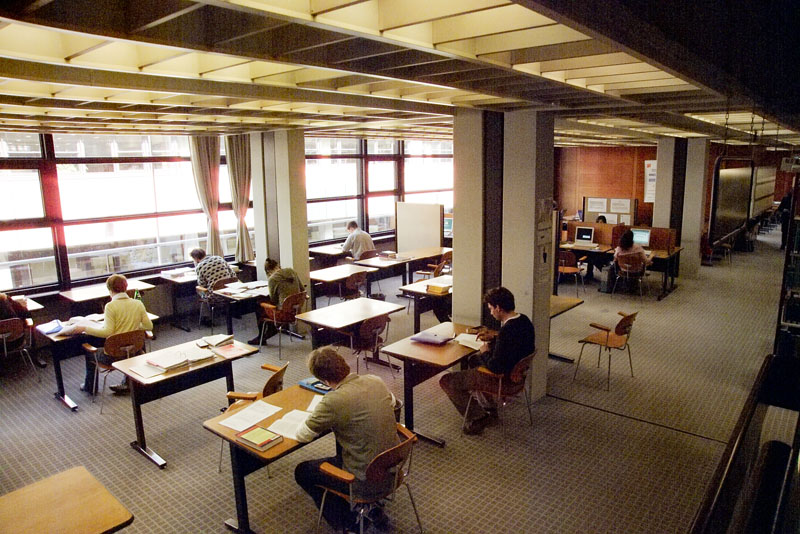
SUB Hamburg (Lesesaal)